# Sztójay-kormány
A Sztójay-kormány 1944. március 22-e és augusztus 29-e között volt hatalmon Magyarországon, Sztójay Döme vezetésével. A kormány az 1930-as évek eleje óta először volt ismét koalíciós; az 1939 februárja óta Magyar Élet Pártja (MÉP) néven futó egykori Egységes Párt, illetve az Imrédy Béla vezette Magyar Megújulás Pártja (MMP) alkották. Utóbbi szélsőjobboldali elemeket is magában foglalt. Az MMP-t augusztus 7-én eltávolították a hatalomból, onnantól egypárti kabinetként működött leváltásáig.

## Programja
a háború győzelmes befejezése,

eszközei:

a nemzeti erők becsületes és alkotó összefogása,

végső célja:

a népi és szociális nemzeti Magyarország megteremtése.

Megalkuvást, kitérést nem ismerő, egyenes és tiszta keresztény erkölcs alapjain álló jobboldali  és fajvédő politika.

A hagyományos és hűséges magyar-német fegyverbarátság fényes megújhodásban tündököl. 

Hitler Adolf nélkül még ma is a trianoni börtönben sínylődnék a magyar.

## Története

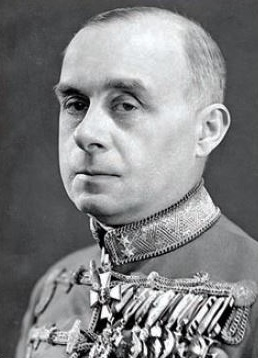
Sztójay Döme

Magyarország német megszállását (Margarethe hadművelet; március 18-19.) követően alakult azzal a céllal, hogy az ország legalább részleges önállóságát fenntartsák, s így ne süllyedjen Magyarország a Cseh–Morva Protektorátus szintjére. Sztójay kinevezéséig a Magyar Királyság berlini nagykövete, s mint ilyen, erősen németbarát volt, szemben elődjével, Kállay Miklóssal. A németek követelése ellenére a kormányba nem kerültek be az általuk kívánt szélsőjobboldali elemek (pl. Ruszkay Jenő) de ennek ellenére (vagy éppen ezért) igyekeztek kiszolgálni a német zsidópolitikát.
Március 31-én rendeletet hoztak arról, hogy a vonatkozó törvények alapján minden zsidónak minősülő és 6 évesnél idősebb személynek április 5-től „házon kívül” 10x10 cm nagyságú, szövetből, selyemből vagy bársonyból készült, kanárisárga színű, hatágú csillagot kötelező viselnie ruhája bal mellrészére varrva.
Ezzel egyetemben Jaross Andor államtitkáraival, Baky Lászlóval és Endre Lászlóval, valamint Ferenczy László csendőr alezredessel (a „három Laci”) megszervezte és végrehajtotta a vidéki zsidóság deportálását („munkaerő-kölcsönzés” címén), míg a budapestit (Európa ekkoriban legnagyobb zsidó közösségét) gettóba záratta, mivel Horthy az erősödő nemzetközi nyomás, illetve az Auschwitz-jegyzőkönyv napvilágra kerülése miatt a deportálásokat egy kisebb incidens után július 6-án leállíttatta.  Mintegy két héttel korábban, június 26-án ugyanis Horthy koronatanácsot hívott össze, amin javasolta a deportálások leállítását. Ezt a „három Laci” figyelmen kívül hagyta és folytatták ez irányú tevékenységüket; mikor azonban Baky július elejére több ezer csendőrt akart a fővárosba vezényelni, hogy azok deportálják a budapesti zsidóságot is, Horthy egy esetleges puccstól tartva több páncélos egységet is a csendőrök elé vezényelt, akik sikerrel akadályozták meg, hogy azok bejussanak a városba. Ezután történt a deportálások azonnali és teljes körű leállítása.
A zsidó szerzők műveit ettől függetlenül Kolosváry-Borcsa Mihály, a sajtó, a rádió, a könyvkiadás és a külföldi hírszolgálat kormánybiztosának vezetésével megsemmisítették. Ezt követően július 18-án a kormány ajánlatot tett a németeknek (ún. Horthy-ajánlat) a még nem deportált zsidók külföldre evakuálására, elsősorban Svédországba és Palesztinába. Az ajánlat süket fülekre talált.
A kormány a fentiekkel párhuzamban betiltotta többek között a Magyarországi Szociáldemokrata Pártot, a Független Kisgazdapártot, a Magyar Parasztszövetséget és a Nyilaskeresztes Pártot, valamint még nagyjából 100 egyéb társulatot és kulturális egyesületet (pl. a Keresztény Női Tábort), valamint mintegy 150 folyóiratot és 18 napilapot (köztük a Népszavát, az Ellenzéket és a Magyar Nemzetet) is. Az Apponyi Albert és Apponyi Albertné által alapított Magyar Nők Szentkorona Szövetsége, valamint Magyar Férfiak Szentkorona Szövetsége nevű legitimista egyesületeket is betiltotta, amelyek országszerte zavartalanul működtek 1926 óta.
A közhivatalokat és az állami cégek vezető tisztségeit „megtisztították” a szélsőjobboldali elemektől, helyeiket a Magyar Élet Pártja (a kormánypárt) illetve a Magyar Megújulás Pártja (Imrédy és köre) tagjaival és híveivel töltötték fel a kormány (és rajta keresztül Horthy) befolyását és kontrollját növelendő.
Augusztus 7-én maga a kormány is átalakításon esett át; Kundert és Jarosst (államtitkáraival együtt) leváltották, helyükbe mérsékeltebb politikusok kerültek, illetve Imrédy pozícióját megszüntették. Ezzel gyakorlatilag kiiktatták a Magyar Megújulás Pártját a hatalomból. Végül augusztus 29-én a románok átállása miatti átmeneti zűrzavart kihasználva Szent-Iványi Domokos és szervezete, a Magyar Függetlenségi Mozgalom hathatós segítségével a teljes kormányt leváltották, helyükre a Lakatos-kormány került, amit megbízható(nak vélt) katonákból állítottak össze és legfőbb feladatuk a háborúból történő kiugrás előkészítése és végrehajtása lett volna. Szinte azonnal elbuktak, mivel a németek ügynökeik révén gyakorlatilag mindenről tudtak, így alig hat héttel Lakatosék kinevezése után Szálasi Ferencet és a nyilasokat segítették hatalomra puccs révén. A Szálasi-kormányban a Sztójay kabinet egykori miniszterei közül Reményi-Schneller Lajos, Szász Lajos és Jurcsek Béla is részt vett.

### Utóélete
A háború után a Sztójay-kormány még életben lévő tagjait Bonczos Miklós és Csatay Lajos (aki 1944-ben, a nyilas hatalomátvételt követően öngyilkos lett) kivételével elfogták és Magyarországra szállították, ahol a népbíróság mindannyiukat háborús bűnökért halálra ítélte. Közülük Antal István, Kunder Antal és Rátz Jenő ítéletét kegyelemből életfogytiglanra változtatták, míg a többieket 1946-ban kivégezték. Rátz 1949-ben a börtönben halt meg, míg Kunder az 1956-os forradalom alatt a börtönből ki-, majd Brazíliába szökött, Antal pedig 1960-ban amnesztiával szabadult. Bonczost sosem fogták el, ő Argentínában élte le élete hátralevő részét.

## A kormány tagjai
| Név                                                                 | hivatal kezdete                   | hivatal vége                      | párt/szervezet                    | megjegyzés                                                      |
| Miniszterelnök és külügyminiszter                                   | Miniszterelnök és külügyminiszter | Miniszterelnök és külügyminiszter | Miniszterelnök és külügyminiszter | Miniszterelnök és külügyminiszter                               |
| ------------------------------------------------------------------- | --------------------------------- | --------------------------------- | --------------------------------- | --------------------------------------------------------------- |
| Sztójay Döme                                                        | 1944. március 22.                 | 1944. augusztus 29.               | pártonkívüli                      | katona, altábornagy                                             |
| Miniszterelnök-helyettes                                            |                                   |                                   |                                   |                                                                 |
| Rátz Jenő                                                           | 1944. március 22.                 | 1944. augusztus 29.               | Magyar Megújulás Pártja           | Sztójay szívbetegsége miatt lett kinevezve                      |
| Belügyminiszter                                                     |                                   |                                   |                                   |                                                                 |
| Jaross Andor                                                        | 1944. március 22.                 | 1944. augusztus 7.                | Magyar Megújulás Pártja           |                                                                 |
| Bonczos Miklós                                                      | 1944. augusztus 7.                | 1944. augusztus 29.               | Magyar Élet Pártja                |                                                                 |
| Pénzügyminiszter                                                    |                                   |                                   |                                   |                                                                 |
| Reményi-Schneller Lajos                                             | 1944. március 22.                 | 1944. augusztus 29.               | Magyar Élet Pártja                |                                                                 |
| Igazságügy-miniszter és vallás- és közoktatásügyi miniszter         |                                   |                                   |                                   |                                                                 |
| Antal István                                                        | 1944. március 22.                 | 1944. augusztus 29.               | Magyar Élet Pártja                |                                                                 |
| Honvédelmi miniszter                                                |                                   |                                   |                                   |                                                                 |
| Csatay Lajos                                                        | 1944. március 22.                 | 1944. augusztus 29.               | pártonkívüli                      |                                                                 |
| Földművelésügyi miniszter és közellátásügyi tárca nélküli miniszter |                                   |                                   |                                   |                                                                 |
| Jurcsek Béla                                                        | 1944. március 22.                 | 1944. augusztus 29.               | Magyar Élet Pártja                |                                                                 |
| Kereskedelem- és közlekedésügyi miniszter                           |                                   |                                   |                                   |                                                                 |
| Kunder Antal                                                        | 1944. március 22.                 | 1944. augusztus 7.                | Magyar Megújulás Pártja           |                                                                 |
| Szász Lajos                                                         | 1944. augusztus 7.                | 1944. augusztus 29.               | Magyar Élet Pártja                | iparügyi miniszterként, ideiglenesen                            |
| Iparügyi miniszter                                                  |                                   |                                   |                                   |                                                                 |
| Szász Lajos                                                         | 1944. március 22.                 | 1944. augusztus 29.               | Magyar Élet Pártja                |                                                                 |
| Közgazdasági miniszter                                              |                                   |                                   |                                   |                                                                 |
| Imrédy Béla                                                         | 1944. május 23.                   | 1944. augusztus 7.                | Magyar Megújulás Pártja           | a pozíció a kinevezésével született és a leváltásával szűnt meg |